# الإنجليزية النيوزيلندية
اللُّغَةُ الإنجليزيَّةُ النِّيوزلنديَّةُ أو الزِّيلندِيَّةُ اختصارًا (NZE) هي لَهجَةٌ مِنَ اللغة الإنجليزية يَتحدَّثُهَا أغلبُ النيوزيلنديون. رمز لغتها في المنظمة الدولية للمعايير ومعيار الإنترنت هو en-NZ. الإنجليزية هي اللُّغَةُ الأُم لأغلب السُّكَّان.
أَسَّسَهَا المُستعمِرُون في نيوزيلندا خلال القرن التاسع عشر. تُعَدُّ واحِدةً من: أحدث مجموعة من المتحدثين الأصليين للغة الإنجليزية في الوجود، وهي مجموعة تطورت وأصبحت مميزة فقط في السنوات الـ 150 الماضية. كانت أصناف اللغة الإنجليزية التي كان لها التأثير الأكبر على تطور الإنجليزية النيوزيلندية هي الإنجليزية الأسترالية والإنجليزية في جنوب إنجلترا، مع تأثيرات أقل من الإنجليزية الأمريكية والإنجليزية الأيرلندية والإنجليزية الاسكتلندية والنطق البريطاني (RP). مصدر مهم للمفردات هي لغة الماوري للسكان الأصليين لنيوزيلندا؛ البولينيزيون، والتي سَاهَمَت في تمييز الإنجليزية النيوزيلندية عن الأنواع الأخرى.
اللغة الإنجليزية النيوزيلندية غير الروتينية هي الأكثر تشابهًا مع الإنجليزية الأسترالية في النطق، مع بعض الاختلافات الرئيسة. الاختلاف البارز هو تحقيق / ɪ / (حرف العلة KIT): في الإنجليزية النيوزيلندية يُنطق هذا على أنه مصوت مخفى.